# Borș
Borș (węg. Bors) – wieś w Rumunii, w okręgu Bihor, w gminie Borș. W 2011 roku liczyła 1306 mieszkańców.
Leży przy granicy z Węgrami. Znajduje się tu przejście graniczne Ártánd – Borș.